# Lennart Karl
Lennart Karl (Frammersbach, 22 februari 2008) is een Duits voetballer die bij voorkeur als offensieve middenvelder speelt. Hij tekende in 2025 voor  Bayern München.

## Clubcarrière
Karl speelde in de jeugd bij SV Viktoria 01 Aschaffenburg, Eintracht Frankfurt en Bayern München. Op 4 april 2025 zat hij voor het eerst op de bank voor de Bundesligawedstrijd tegen Augsburg. Op 15 juni 2025 debuteerde hij voor het eerste elftal op het WK voor clubs tegen Auckland City. Op 9 augustus 2025 tekende Karl een contractverlenging en erfde hij het rugnummer 42 van Jamal Musiala, die voortaan met nummer 10 speelt.